# Нуратинский район

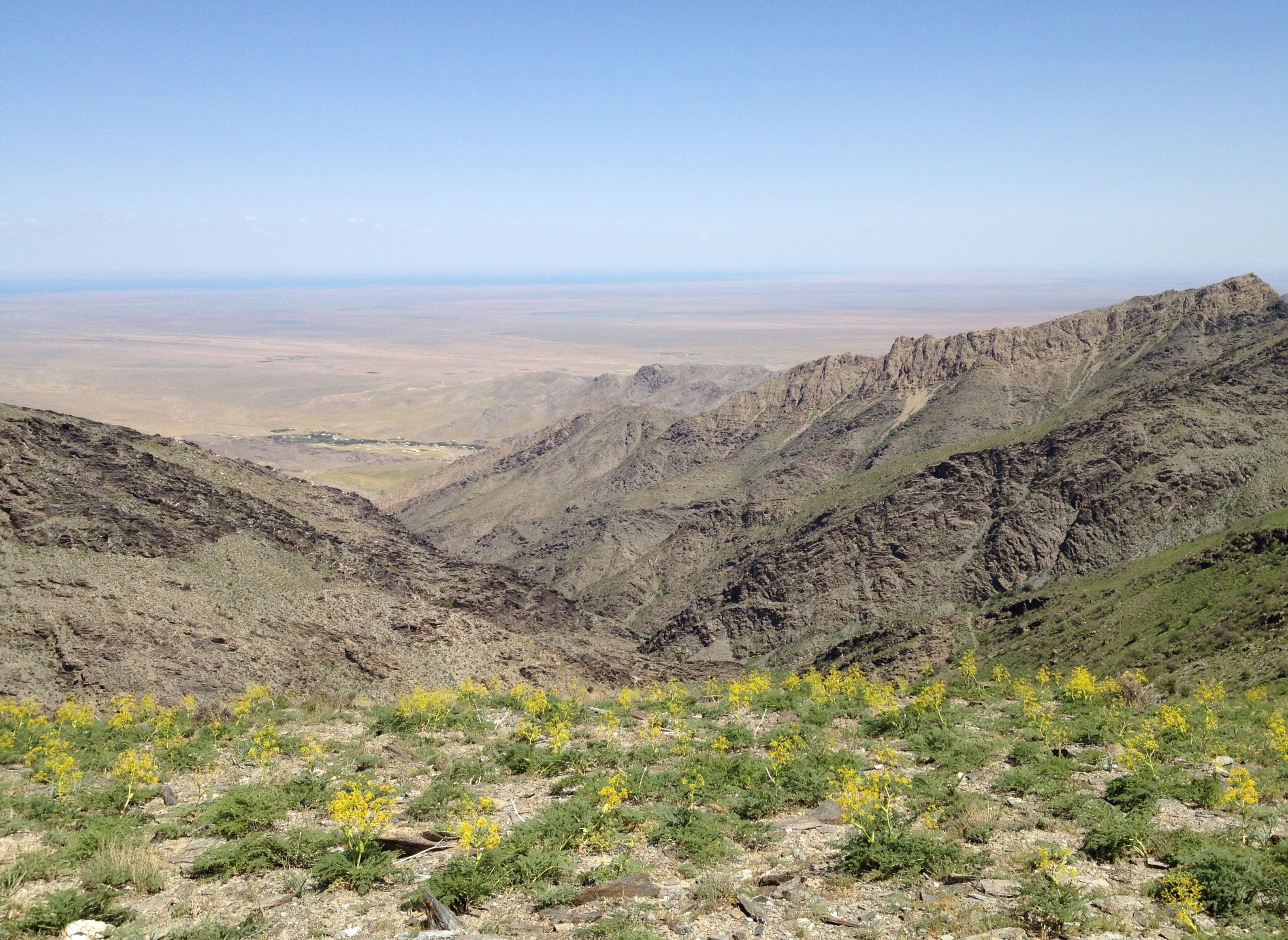
Нуратинский хребет, на дальнем плане озеро Айдаркуль.

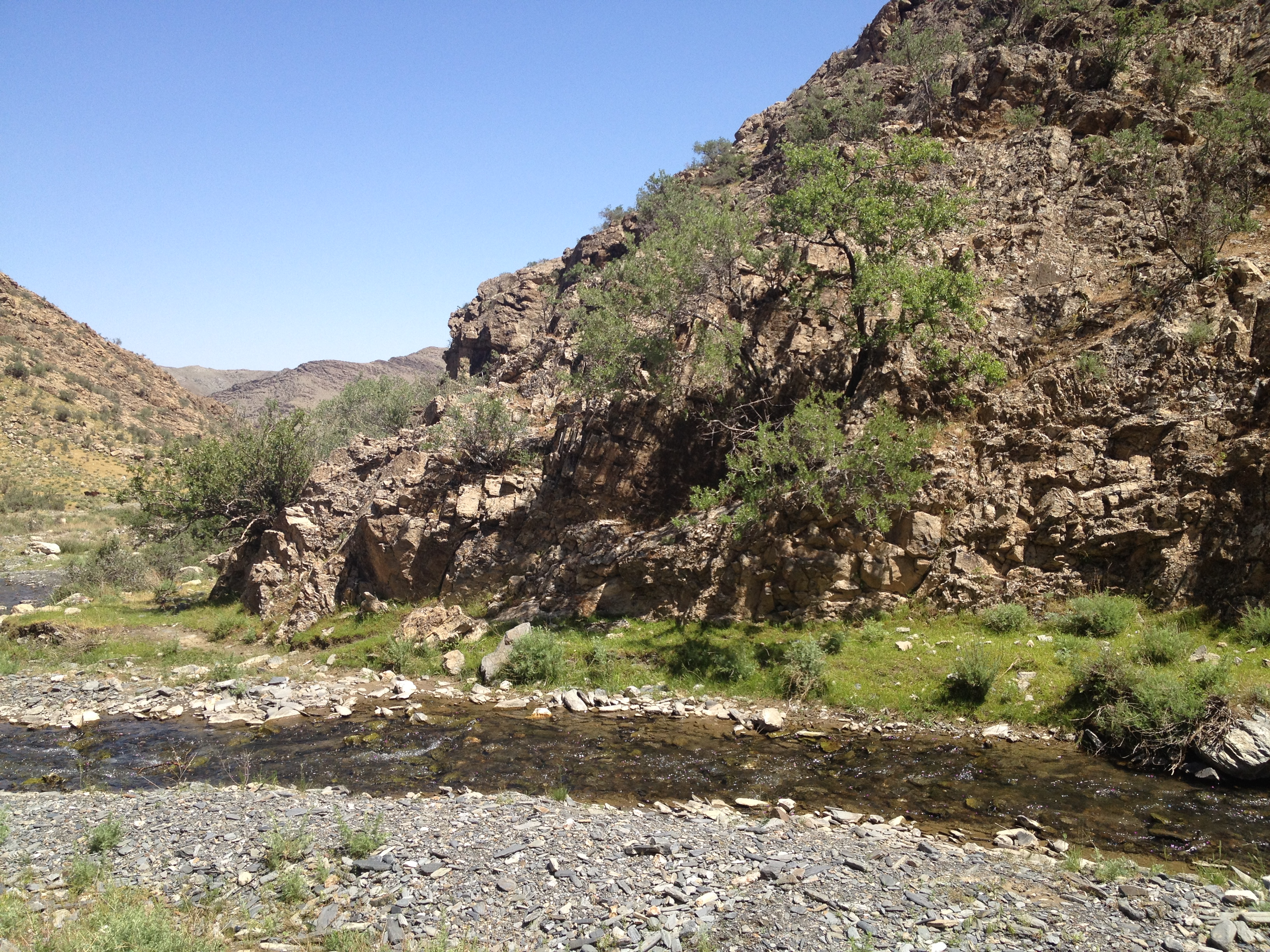
Долина Сапсая.

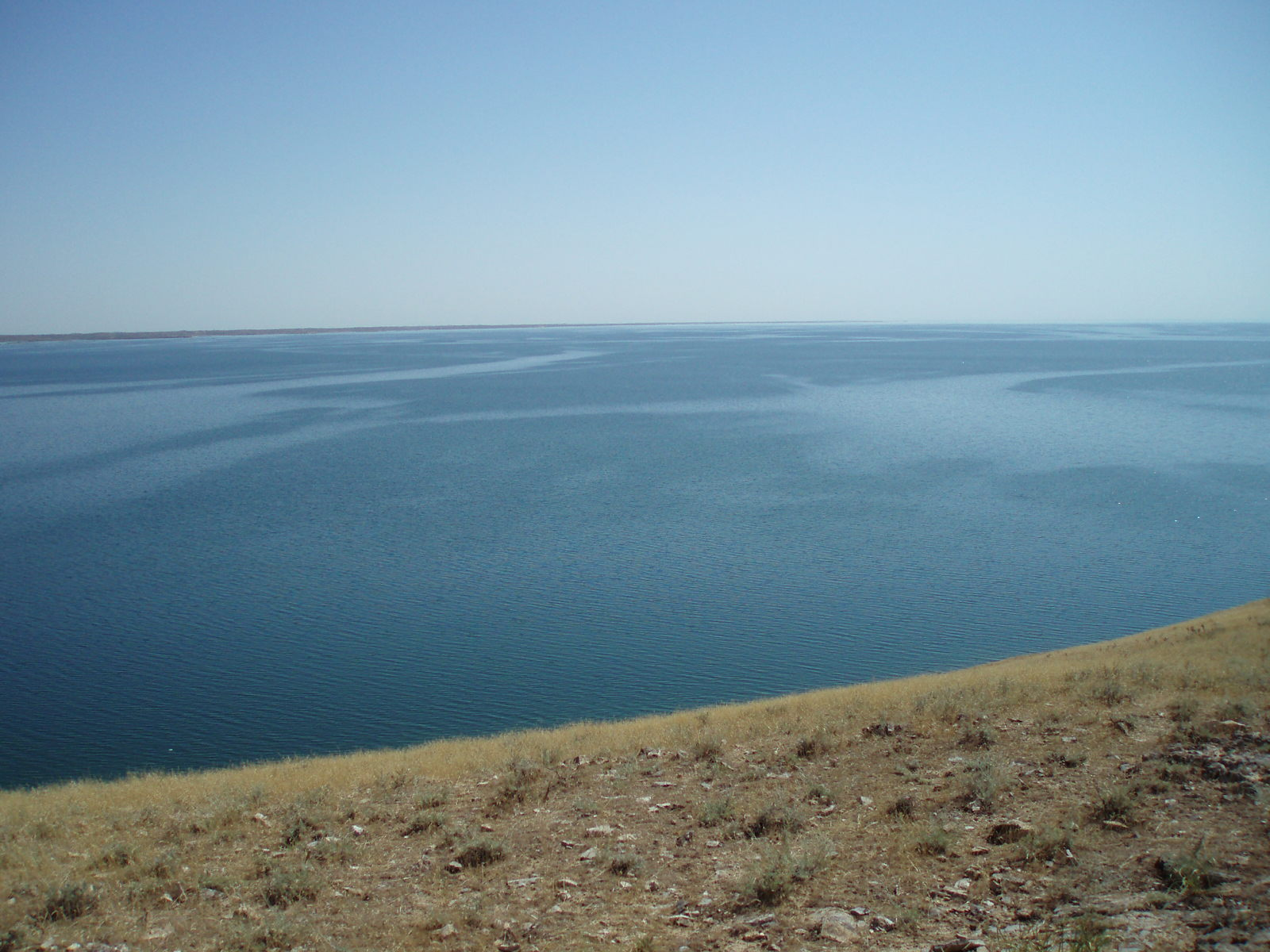
Озеро Айдаркуль.

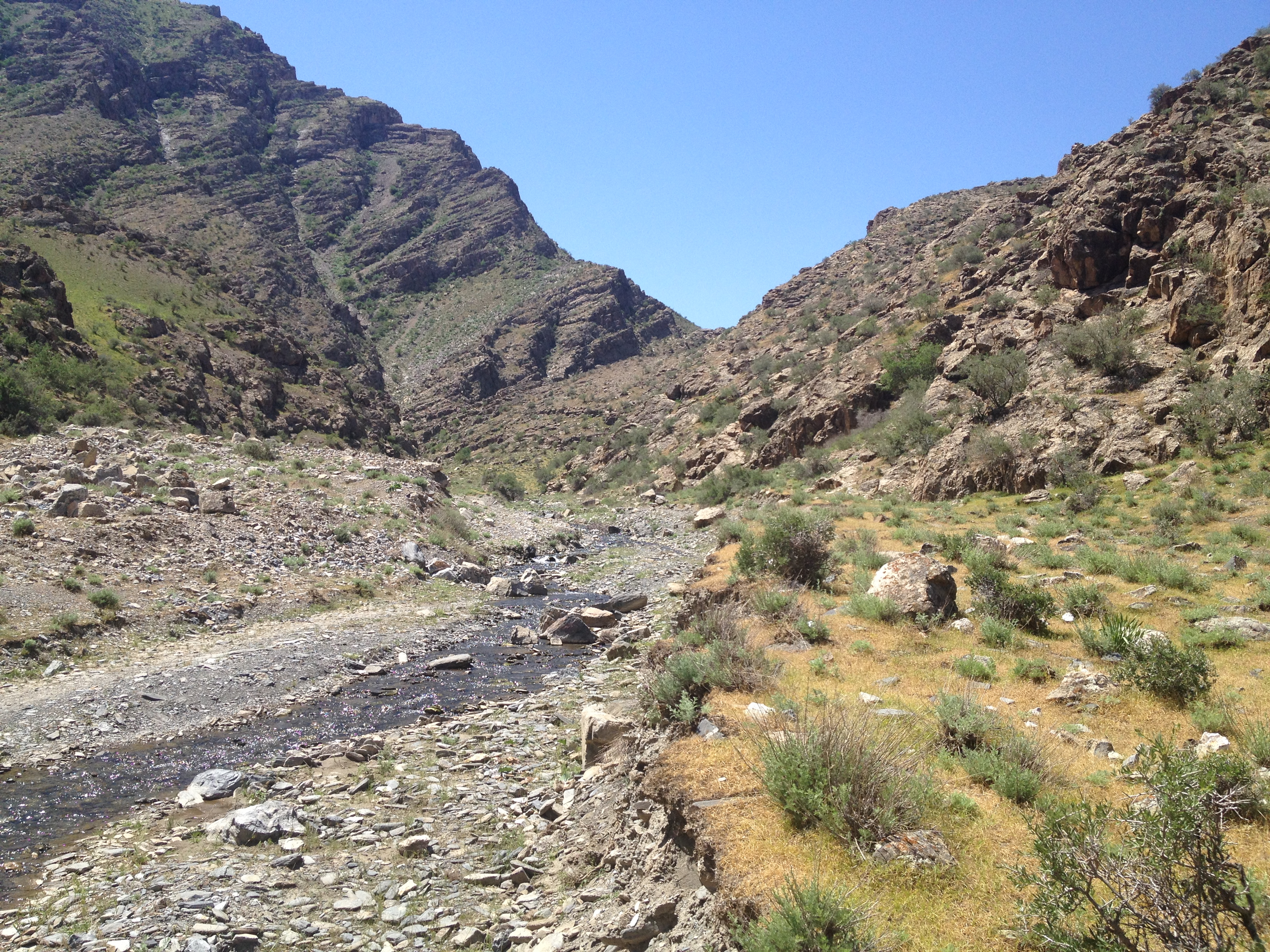
Река Сапсай.

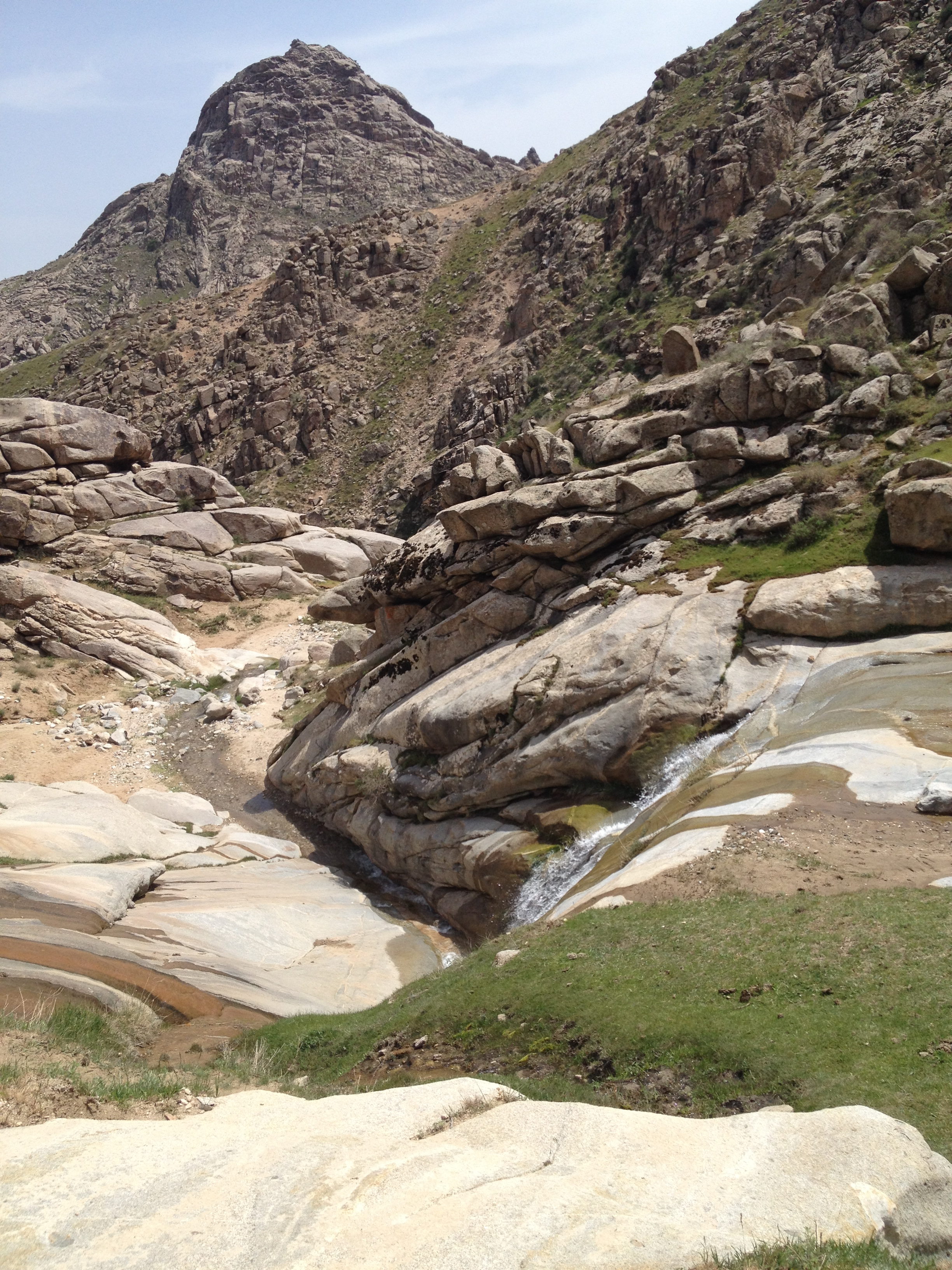
Скалы гор Актау вдоль притока Джильтемесая.

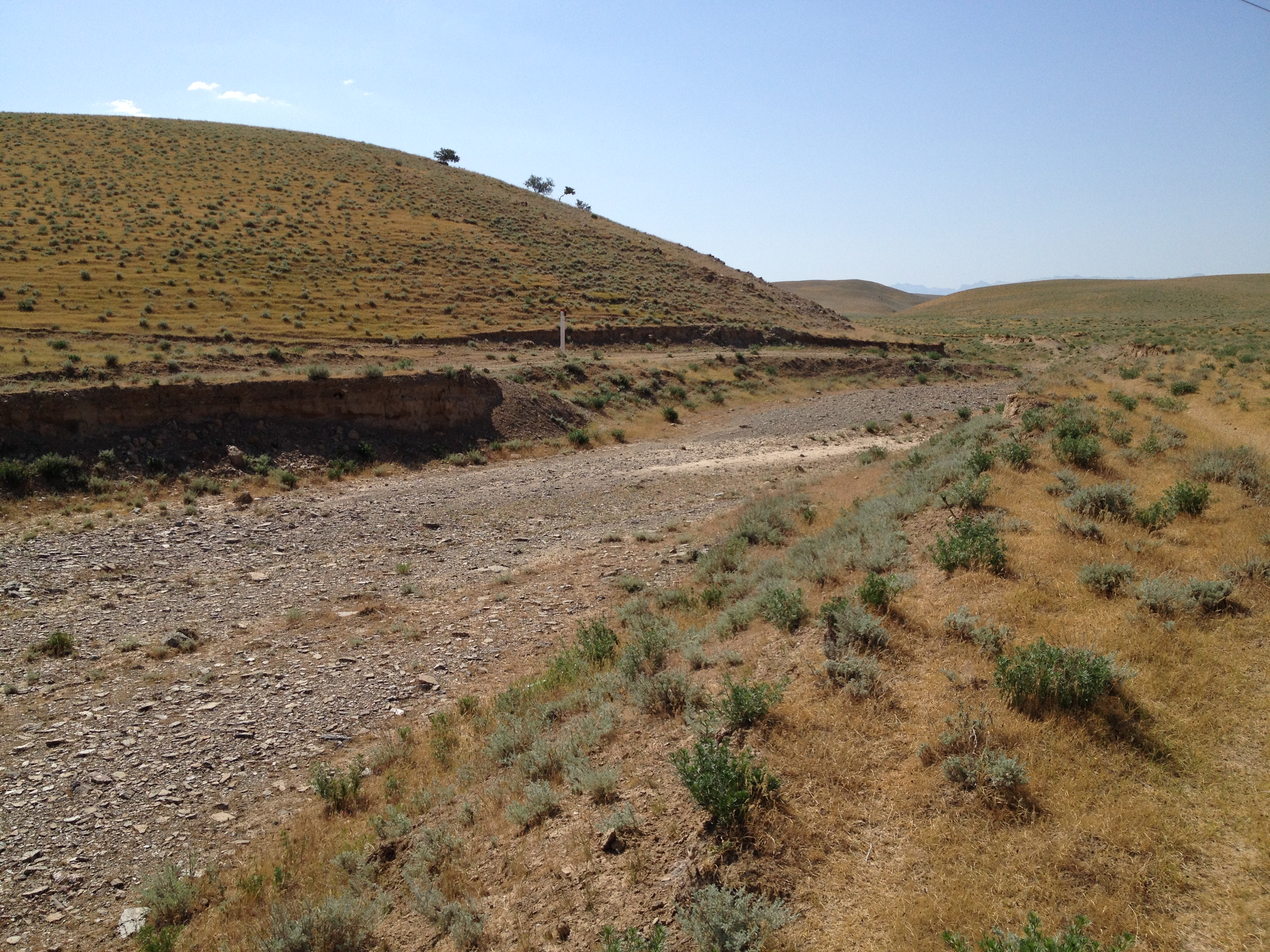
Пустыня Кызылкум, сухое русло Джингилсая.

Нурати́нский райо́н (туман) (узб. Nurota tumani / Нурота тумани) — административная единица в Навоийской области (вилоята) Республики Узбекистан. Административный центр — город Нурата́.
Население — 85 200 чел. (2021).

## Расположение и география
Нуратинский район занимает юго-восточную часть Навоийской области. С северной стороны через озеро Айдаркуль граничит с Тамдынским районом Навоийской области, с северо-запада и юго-запада с Канимехским районом этой же области и его эксклавом соответственно, с запада с Гиждуванским районом Бухарской области, с юга с Навбахорским и Хатырчинским районами Навоийской области, а также Кошрабадским районом Самаркандской области, с востока с Фаришским районом Джизакской области.
Площадь территории района составляет 6,5 тыс. км², и с этим показателем Нуратинский район находится на четвёртом месте (после Учкудукского, Тамдынского и Канимехского районов) среди районов Навоийской области. География Нуратинского района является самой разнообразной среди остальных районов Навоийской области. Северную и западную части территории района занимают пустыни и степи, южную и восточную части горы, пастбища и орошаемые земли.

## История
До завоевания Российской империей территории среднеазиатских государств нынешняя территория Нуратинского района находилась в составе Бухарского эмирата. После завоевания Средней Азии Российской империей восточная часть района входила в состав Самаркандской области Российской империи, а западная часть находилась в составе полунезависимого и вассального Бухарского эмирата.
Нуратинский район был образован 29 сентября 1926 года в составе Бухарской области Узбекской ССР. 15 января 1938 года район был передан в состав Самаркандской области Узбекской ССР. 13 февраля 1943 года 3 сельсовета Нуратинского района были переданы в новый Кушрабадский район. 12 октября 1957 года к Нуратинскому району была присоединена часть территории упразднённого Кушрабадского района.
20 апреля 1982 года Нуратинский район был передан в новообразованную на севере Бухарской и Самаркандской областей Навоийскую область. С 6 сентября 1988 до 27 января 1992 года в результате упразднения Навоийской области снова входил в состав Самаркандской области. 27 января 1992 года, через год после обретения независимости Узбекистаном, Навоийская область была восстановлена, и район вновь вошёл в состав данной области.

## Природа

### Климат
Климат территории района является субтропическим внутриконтинентальным, с жарким и сухим летом при холодной зиме. Среднегодовая температура составляет +13,4 °C; средняя температура января равна −1,0 °C, средняя температура июля +28,0 °C. Абсолютный минимум температуры составил −31 °C, абсолютный температурный максимум +54 °C. В среднем на территории района выпадает 200—220 мм осадков за год (основная часть осадков приходится на весну и осень). Вегетационный период длится 202—205 дней.

### Почвы
Почва северной и западной частей района состоит в основном из песков. Почвенный покров адыров и низменностей образованы в основном лугово-серозёмными почвами и солончаками.

### Рельеф
Рельеф Нуратинского района весьма разнообразен среди остальных районов Навоийской области. Так, северо-западную части района занимают степи и пустыни, наиболее крупная из которых пустыня Кызылкум. Северную часть района занимают Айдарские солончаки и озеро Айдаркуль. Также частично с северной стороны района проходят горы Каратау, которая является частью Нуратинского хребта. Остальная часть района в основном представлена горами средней высоты и низменностями. Кроме Нуратинского хребта, на территории района находится хребет Актау. Рельеф района можно делить на два вида: на севере и северо-западе пустыни, степи и солончаки, на востоке и юге горы и низменности.

### Гидрография
С Нуратинского хребта стекают проходящие по территории саи, наиболее крупные из которых Аксай, Фангатсай, Навкатсай, Акчапсай, Арасай, Гумсай и другие. Данные саи не образуют как обычно водоёмы или более крупные так называемые «объединённые» саи, а сразу после достижения низменностей используются для орошения сельского хозяйства. На северной стороне Нуратинского района находится одно из крупнейших озёр Узбекистана и Средней Азии — Айдаркуль.
По данным официального сайта Хокимията Навоийской области, 118 956 гектаров территории Нуратинского района составляют арыки, водоёмы, озёра и саи.

### Флора и фауна
На территории района повсеместно распространены гребенщик, верблюжья колючка, псоралея, алтей и другие растения, некоторые из которых имеют большое кормовое значение для разводимых здесь каракулевых овец, верблюдов и других животных. В горной местности в дикорастущем виде встречаются арча, яблоня, грецкий орех, фисташка, миндаль, шиповник, астрагал, барбарис, кизильник.
Фауна района является одной из самых богатых и разнообразных в Узбекистане. Благодаря расположенному в районе одному из крупнейших заповедников Узбекистана — Нуратинскому заповеднику, сохранились различные виды животных, которые размножаются благодаря охранному статусу. На территории района распространены волк, шакал, корсак, рысь, бурый медведь, кабан, архар, бухарский олень, джейран, кунья, заяц, среднеазиатская черепаха, различные виды грызунов, ящериц, включая семейство гекконовых, змей, включая среднеазиатскую кобру, стрелу-змею, различные виды гадюковых и удавов, из птиц беркут, ястреб, коршун, сапсан, азиатский кеклик, перепёл, рябковые. В озере Айдаркуль водятся аральский усач, сазан, судак, лещ, сом, жерех, чехонь, змееголов, толстолобик.

## Административно-территориальное устройство
Административным центром района является город Нурата с населением более 30 000 человек, который является единственным населённым пунктом в районе со статусом города. Также в состав района входят 1 городской посёлок (Газган), 7 посёлков и относительно крупных кишлаков 
(Гум, Дехи-Баланд, Кызылча, Сентоб, Темиркавук, Чуя и Янгибино), многочисленные маленькие кишлаки.

## Население

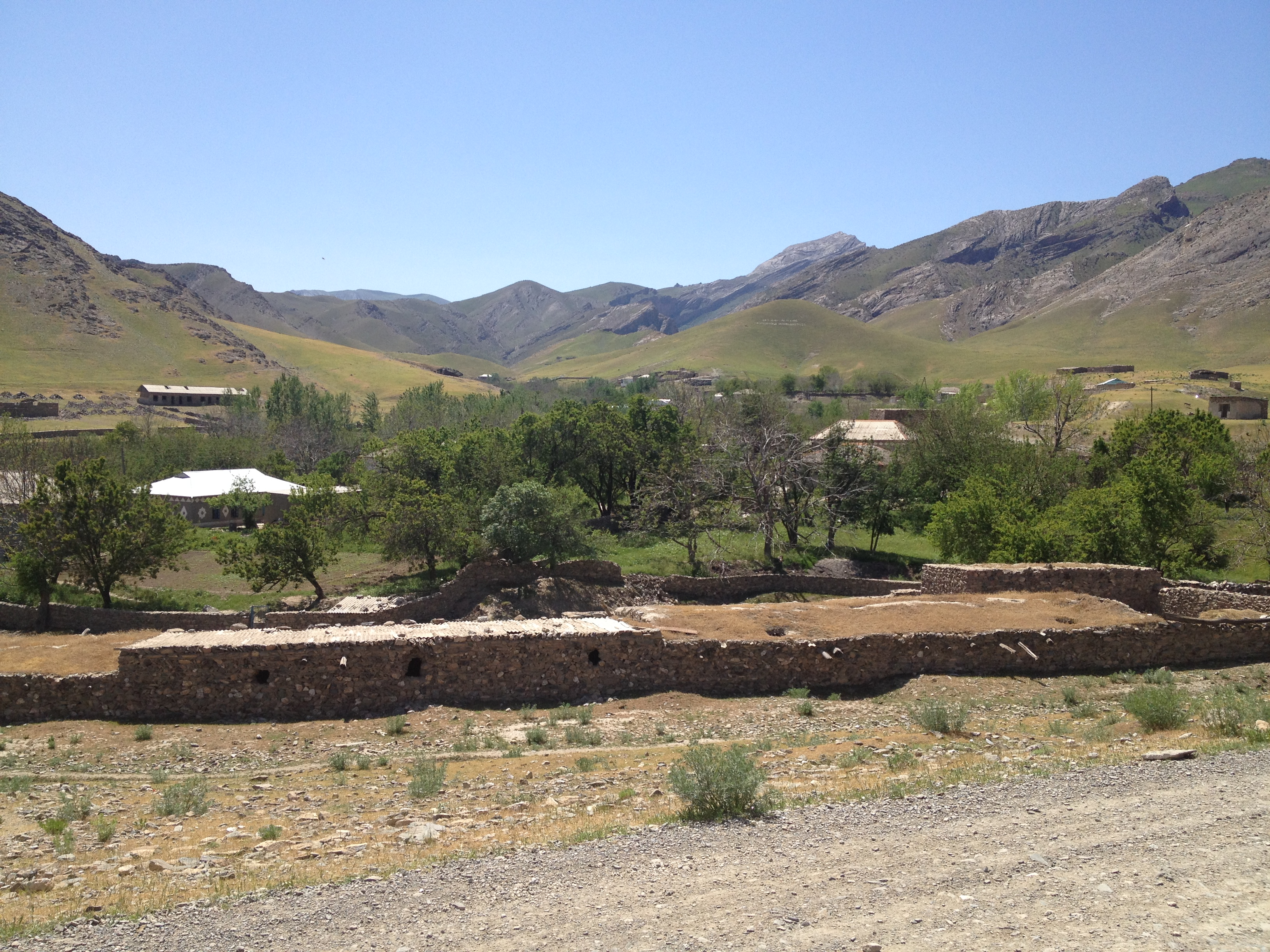
Кишлак Сап, на заднем плане Нуратинские горы

По данным на 2014 год в районе проживало 82,3 тыс. человек. Основная часть населения района проживает в сельской местности. В районе проживают 76,4 тыс. узбеков, которые составляют 92,8 % населения. В значительном количестве проживают таджики — 3,9 тыс. или 4,7 % населения, казахи — 1,9 тыс. или 2,3 % населения. Также имеются диаспоры русских, татар, украинцев и других национальностей, которые составляют менее 1 % населения.

## Хозяйство

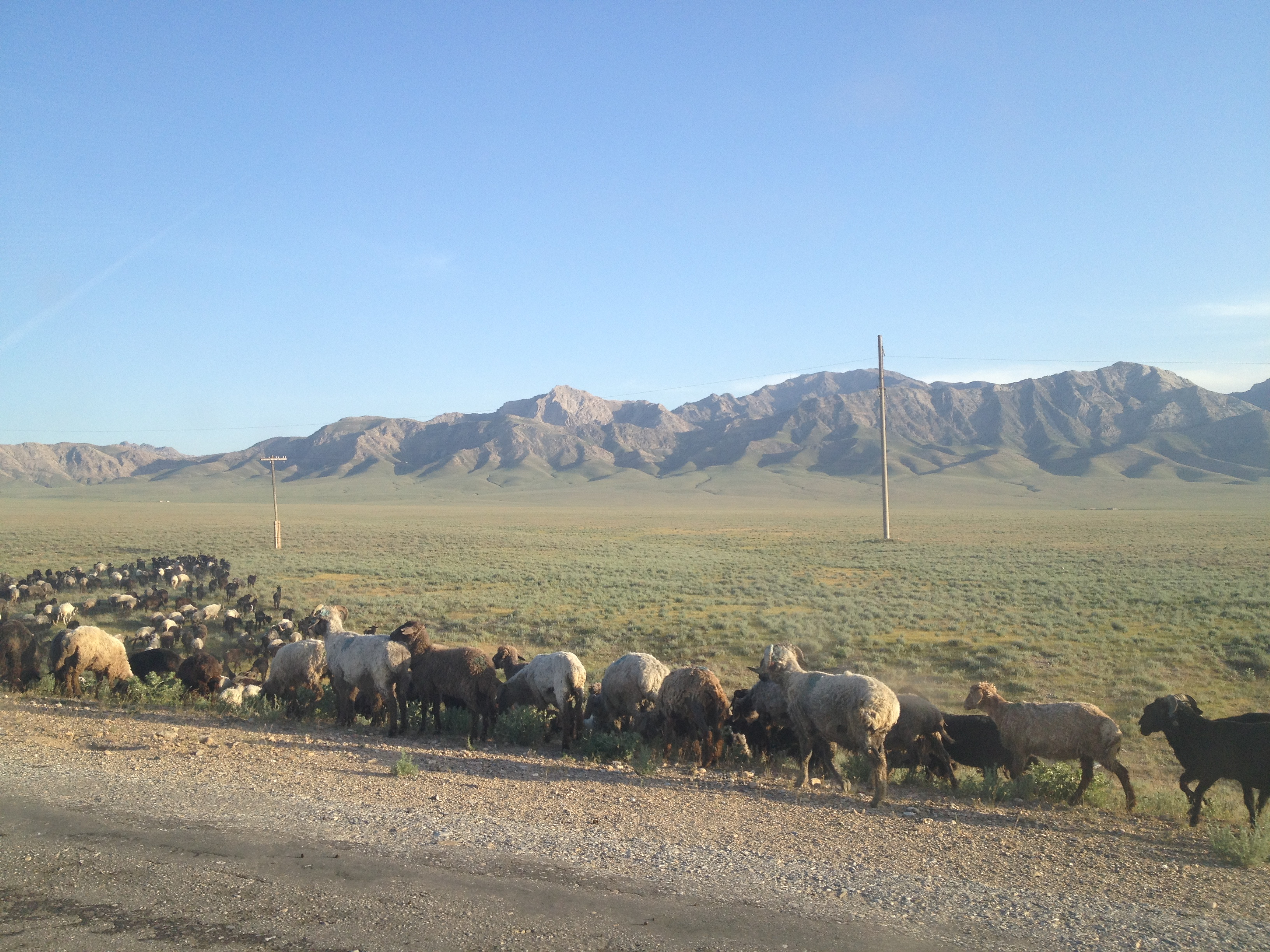
Стадо каракулевых овец в Нуратинской депрессии, на горизонте горы Актау

### Сельское хозяйство
Орошаемый земельный фонд района в целом составляет 502 798 га. Из них орошаемые земли составляют 19 315 га. В Нуратинском районе развиты в основном следующие отрасли сельского хозяйства: скотоводство, хлопководство, земледелие, садоводство, виноградарство. По состоянию на 2010-е годы здесь действовало около 250 фермерских хозяйств, специализированных на животноводстве, зерноводстве, хлопководстве и овощеводстве. Площадь посевов зерновых культур равна 1,1 тыс. га (ежегодно в среднем собирается 2,5 тыс. тонн зерна), хлопка — 2,5 тыс. га, овощей, бахчи и фруктов, садов и виноградников — несколько тысяч га, 213 га тутовника. Имеются хозяйства по пчеловодству, птицеводству, рыболовству и выращиванию горных целебных трав. Действует 8 фермерских хозяйств по рыболовству на берегах озера Айдаркуль.
В частном и общественном владении находилось 9,6 тыс. голов крупного рогатого скота, 26,0 тыс. голов мелкого скота (овец и коз), 1,5 тыс. голов лошадей в табунах, несколько тысяч домашней птицы.

### Промышленность
На территории Нуратинского района имеются крупные месторождения мрамора и гранита. Разработка этих месторождений ведётся открытым способом. Здесь функционируют предприятия по переработке мрамора и хлопка. Имеются предприятия по производству кирпичей, напитков, кондитерских изделий, молочных продуктов и продуктов питания. Функционируют более 700 различных компаний и предприятий, из них более 70 крупных и средних предприятий. Некоторые из них являются совместными. Одними из крупнейших предприятий района являются «G’ozg’onmarmar», «Nurotamarmar» и «Nuravtoyo’lmarmar» по производству и переработке мрамора, «Nurbuloq» и «Chashma» по производству минеральной целебной воды из горных источников, «Istiqlol» по производству текстильной продукции и др.

### Транспорт
Общая длина автомобильных дорог на территории Нуратинского района составляет около 500 км. Автомобильный транспорт является важнейшим и основным видом транспорта в районе. Поддерживается автобусное сообщение по маршрутам Нурата — Навои, Нурата — Каттакурган и другим.

## Социальная сфера

### Образование
По состоянию на 2015 год на территории Нуратинского района функционирует 46 общеобразовательных школ. В школах получают образование примерно 20 тыс. детей. Действует несколько колледжей.

### Культура и просвещение
В Нуратинском районе ведут работу один театр, дворец культуры, многочисленные клубы и 19 библиотек (по состоянию на середину 2000-х годов).
Кроме распространённых по всему Узбекистану и Навоийской области газет, журналов, радиостанций и телеканалов, на территории Нуратинского района издаётся газета «Chashma» (Источник).

### Медицина
В районе действуют центральная больница, детская больница, несколько поликлиник и фельдшерских пунктов. В каждом населённом пункте имеется врачебный пункт.

### Спорт
В Нуратинском районе функционируют три стадиона, спортзалы, спортплощадки и другие спортивные сооружения. По состоянию на середину 2000-х годов, действовало 26 спортивных объектов.

## Туризм и достопримечательности

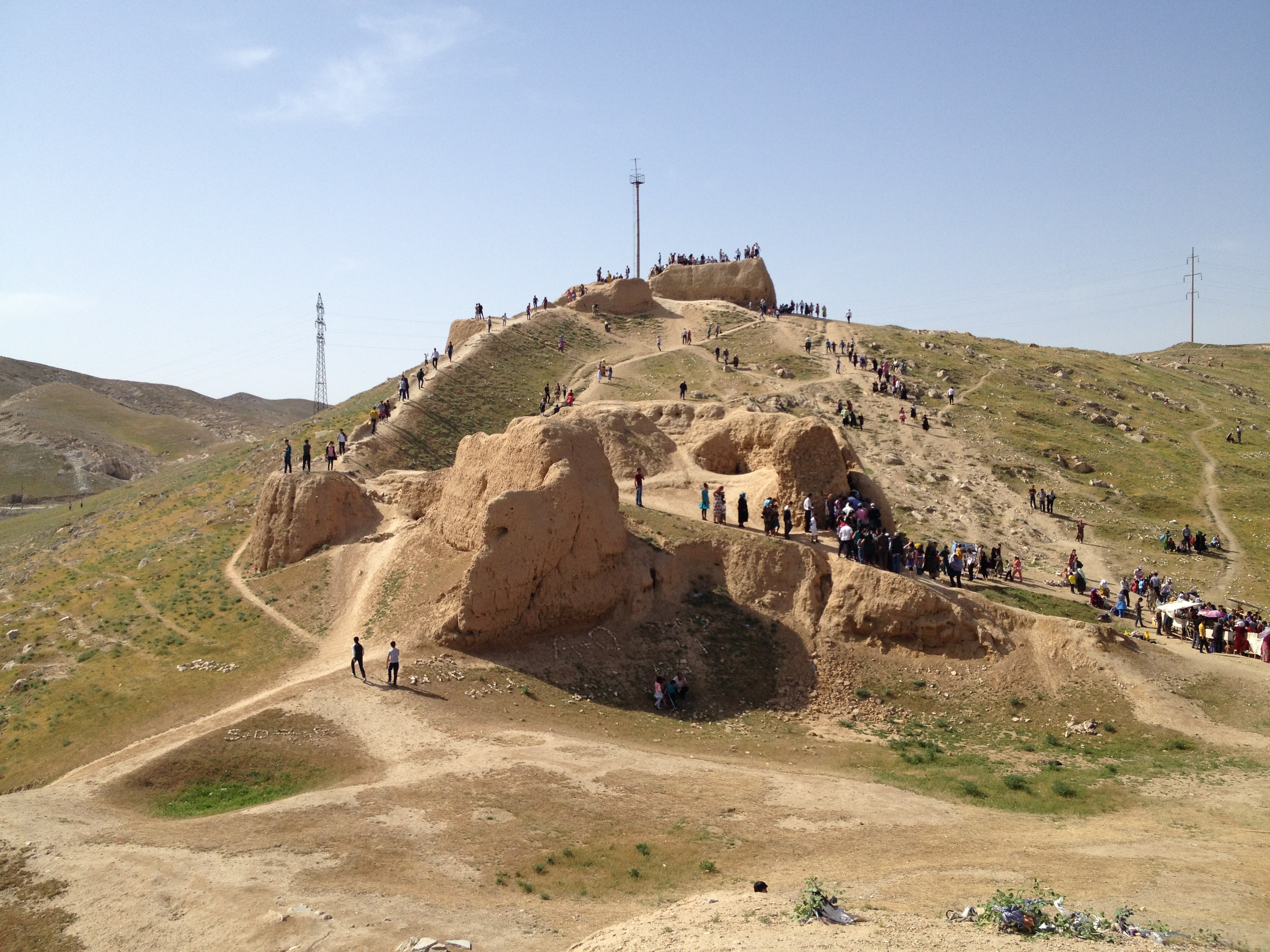
Руины крепости Нур

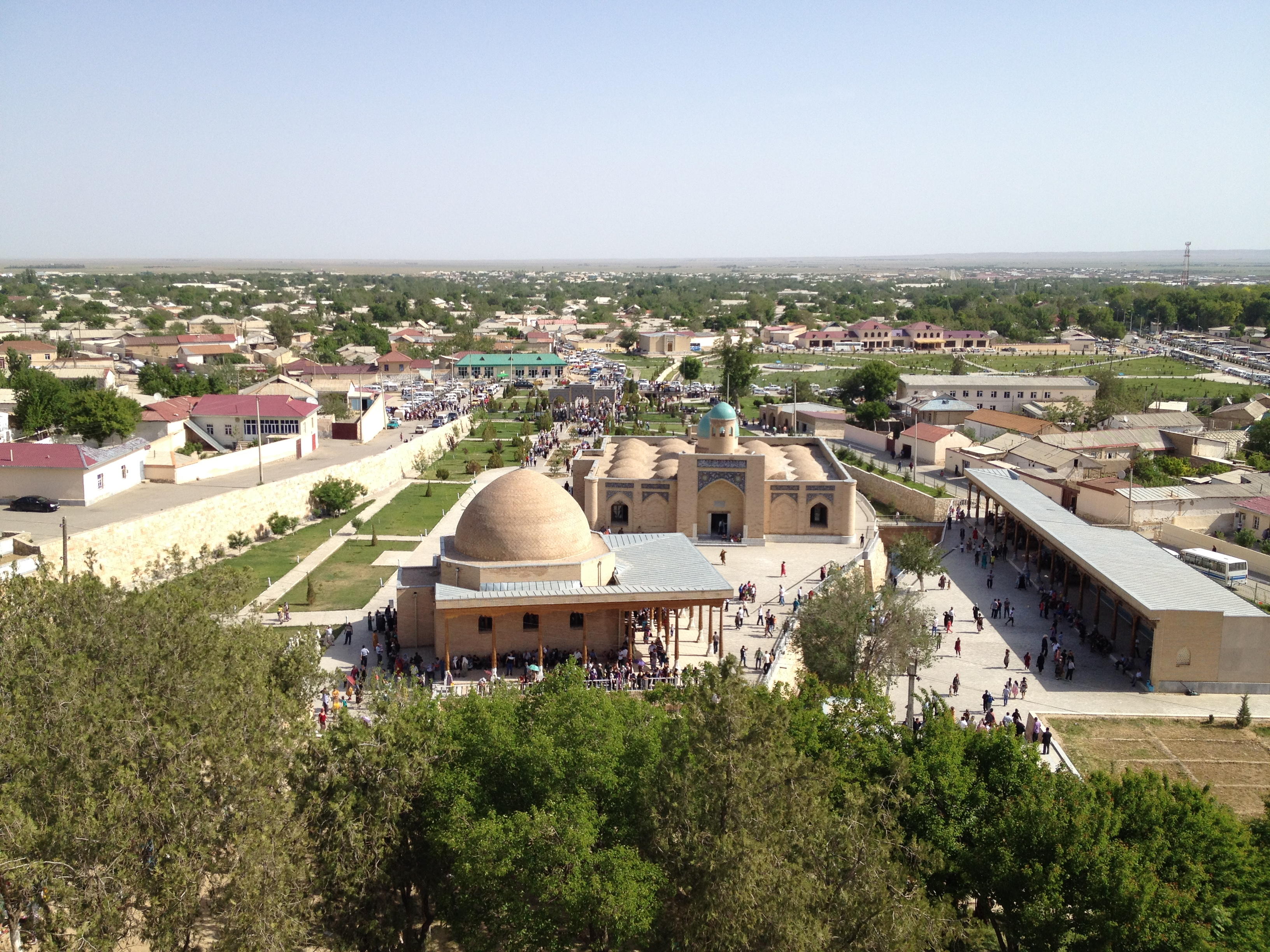
Общий вид на комплекс Чашма

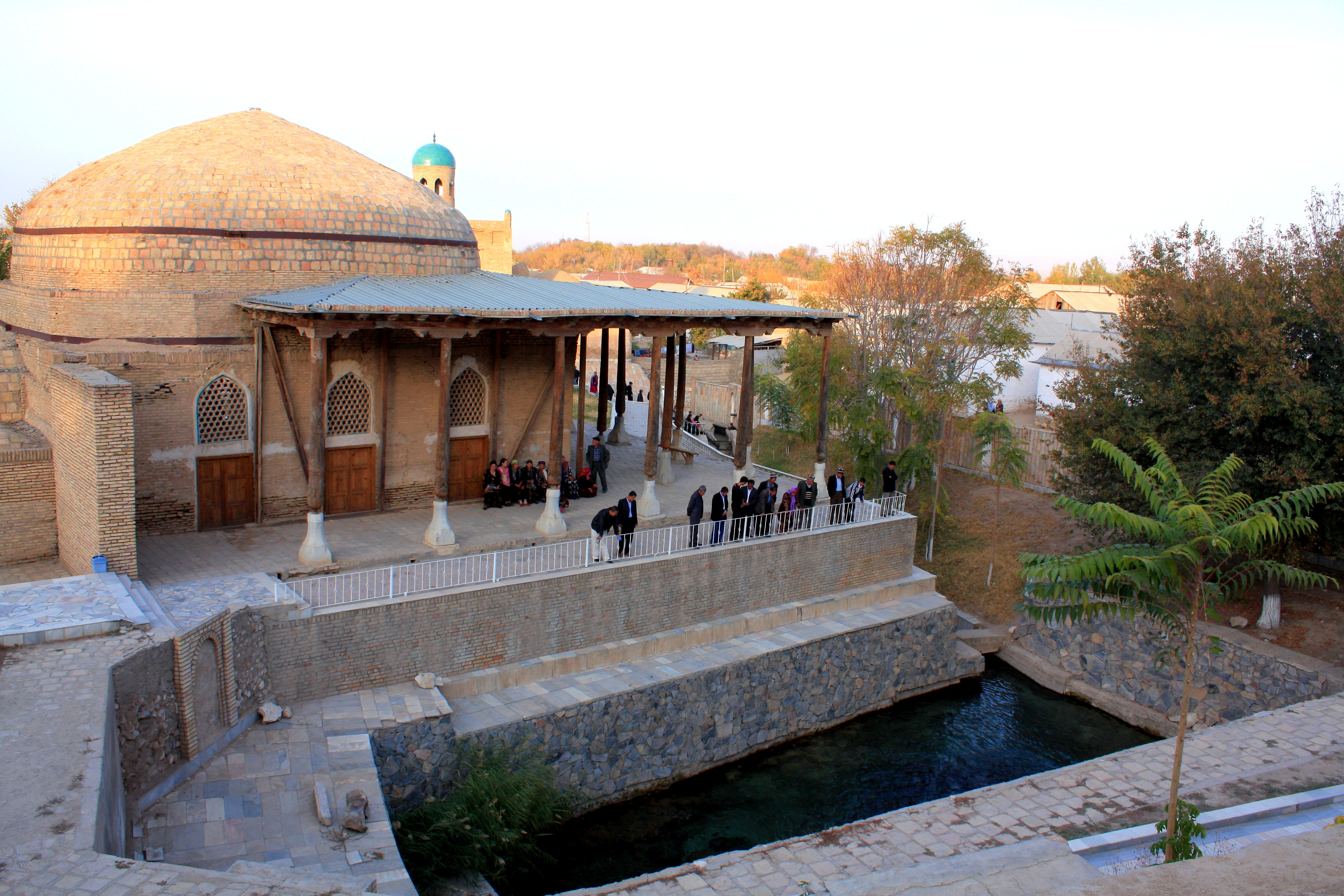
Мечеть Джума и вид на источник

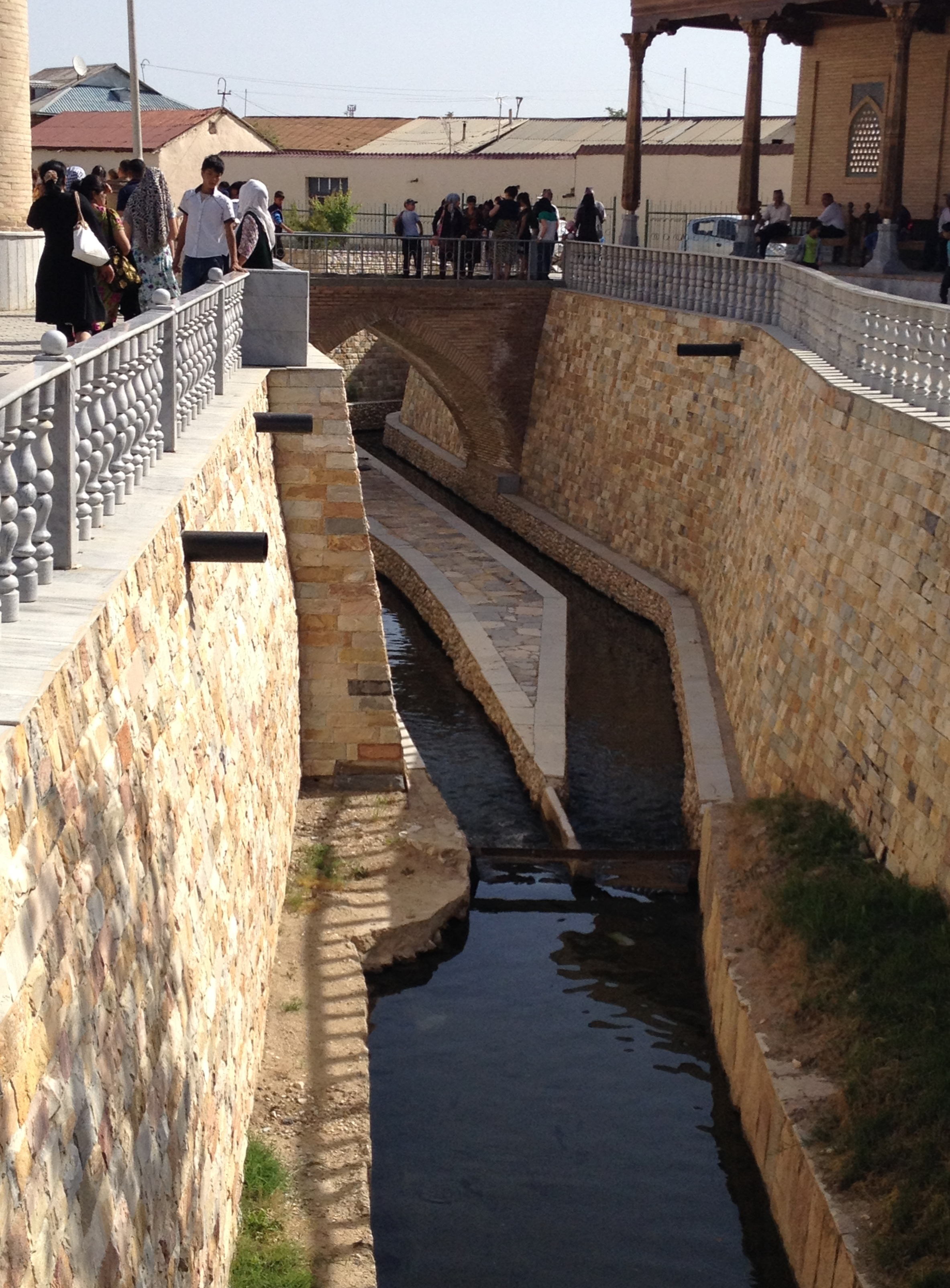
Древняя ирригационная система на территории комплекса «Чашма»

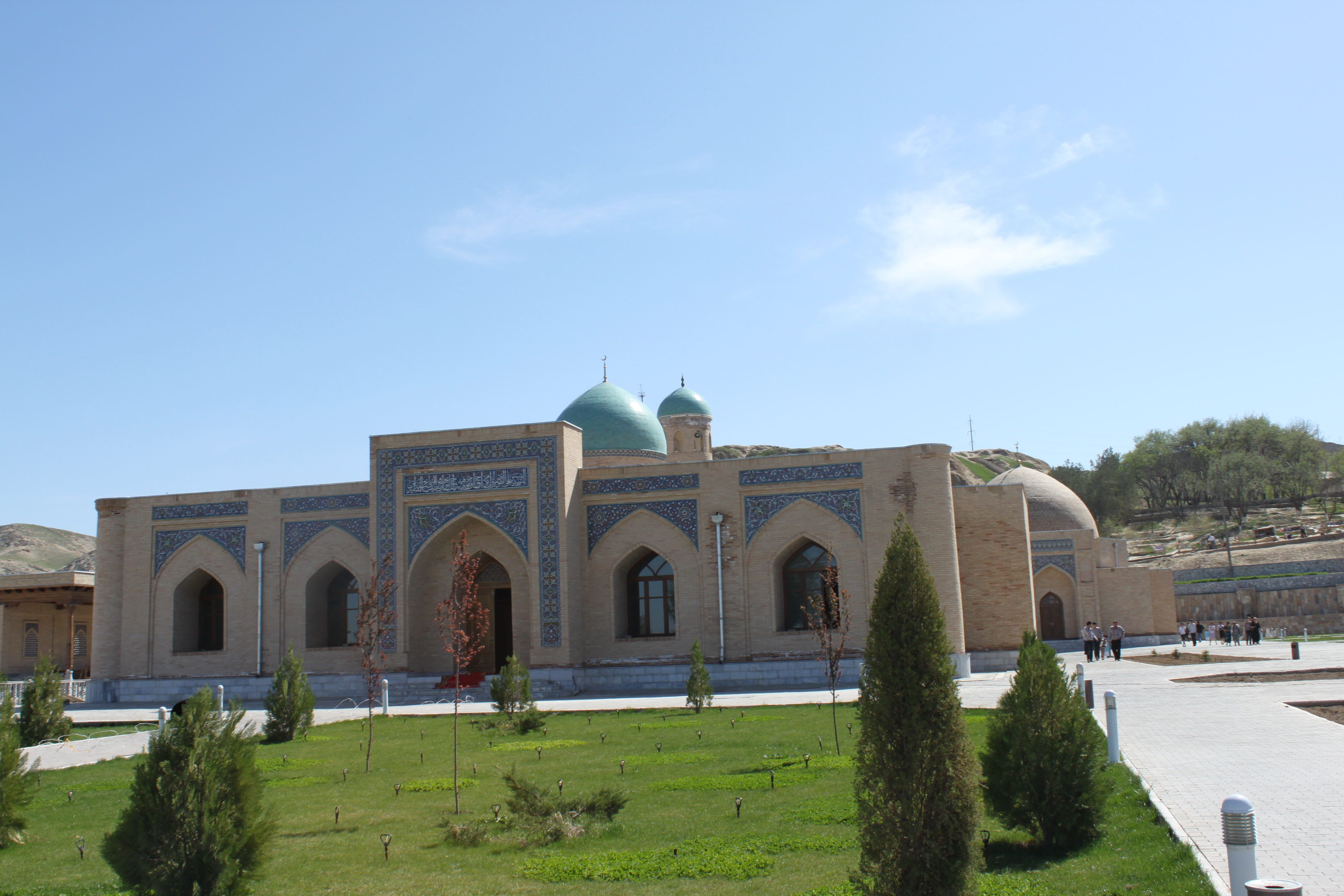
Мечеть Панджвакта

Благодаря разнообразной живописной природе и историческим памятникам, Нуратинский район является самым привлекательным районом Навоийской области с точки зрения туризма. Горный туризм является одной из развитых отраслей экономики района. На территории района расположены множество летних лагерей и санаторий, наиболее крупные из которых находятся у подножий Нуратинского хребта и озера Айдаркуль. Озеро Айдаркуль привлекает любителей рыбалки со всего Узбекистана и других стран.
Из исторических археологических памятников наиболее примечательными являются руины древних городов, наиболее крупные из которых крепость Нур, которая была основана в IV веке до н.э Александром Македонским. Крепость является одной из самых древних на территории Узбекистана. Развалины данной крепости сохранились до наших дней, и они представляют большой интерес для учёных и археологов, а также посещающих эти места туристов. В ходе раскопок было установлено, что крепость располагалась на возвышенности и была окружена крепостными стенами. Редкой особенностью крепости являлась система водопроводов. Также на границе района с Джизакской областью расположены руины плотины Ханбанди, построенной в начале 2-го тысячелетия.
Из архитектурных и религиозных памятников наиболее известным является комплекс «Чашма», который расположен в городе Нурата и представляет из себя комплекс исторических зданий и святого источника «чашма» (узб. Chashma), название которого дословно переводится с персидского и таджикского языков как «святой источник». Является одной из самых посещаемых и почитаемых мусульманских святынь не только Узбекистана, но и всей Средней Азии. Ежегодно комплекс посещают тысячи туристов, среди которых и узбекистанцы, и туристы со всего мира. Большинство паломников привлекает чудодейственная целебная вода, излечивающая любые болезни. По одной из распространённых легенд об источнике среди местных жителей, на место комплекса 40 тысяч лет назад упал метеорит, который излучал свет, и в месте падения этого метеорита забил источник, оказалась, вода имеет целебные свойства исцелять. Тогда местные жители стали называть это место нур, что в переводе с персидского означает «свет». В состав комплекса входят построенная позднее XVI века мечеть Джума (из арабского, буквально означает одну из недель — пятницу, которая является днём коллективного намаза или собрания мусульман), средневековая баня, мазар и старинная мечеть Панджвакта (от персидского пандж — пять, вакта — время/раз — буквально означает пять раз намаза). Самым древним памятником комплекса является именно мечеть Панджвакта, которая была построена в первом периоде XVI века. В интерьере мечетей присутствует традиционная резьба по дереву и другие элементы среднеазиатского и персидского декора. Диаметр купола мечети Джума составляет 16 метров. Баня комплекса была построена в начале XX века бухарскими мастерами. На месте этой бани находилась более древняя баня. Баня построена в персидском стиле с помещениями для переодевания и отдельно помещением купальни. В расположенном рядом со священным источником маза́ре (святой камень или святое захоронение) были похоронены последователи пророка Мухаммеда, видевшие его лично.
На землях кишлака Сентяб располагается горное озеро Фазильман